# Brezzo di Bedero
Brezzo di Bedero là một đô thị ở tỉnh Varese trong vùng Lombardia, có cự ly khoảng 70 km về phía tây bắc của Milano và khoảng 20 km về phía tây bắc của Varese.
Brezzo di Bedero giáp các đô thị: Brissago-Valtravaglia, Cannero Riviera, Germignaga, Oggebbio, Porto Valtravaglia.